# THK Twer
Der THK Twer (russisch Тверской Хоккейный Клуб/Twerer Hockey Klub) ist ein ehemaliger russischer Eishockeyklub, der 1990 als Egida Twer gegründet wurde und während des Großteils seines Bestehens in der höchsten sowjetischen sowie später russischen Spielklasse spielte. Zuletzt spielte die Herrenmannschaft bis 2017 in der zweitklassigen Wysschaja Hockey-Liga.

## Geschichte
1952 wurde der Armeesportklub des Militärbezirks MoskauMWO von Moskau in das heutige Twer verlegt. 1957 wurde der Klub in SKWO Kalinin, 1960 in SKA Kalinin und 1971 in SKA MWO Kalinin umbenannt. 1974 wurde der SKA MWO zunächst nach Lipezk und 1978 nach Moskau umgesiedelt, ehe er 1983 nach Twer zurückkehrte. 1991 wurde der Armeesportklub in Twer aufgelöst und spielte als ZSKA II weiter in Moskau. Infolgedessen gründete sich der Eishockeyklub Egida Twer, der ab 1992 als Mars Twer und ab 1994 als Swesda Twer spielte. 1995 wurde auf Basis dieses Klubs der THK Twer gegründet. Von 1998 bis 2004 gehörte die erste Mannschaft des THK der zweitklassigen Wysschaja Liga an.
2004 entschied das russische Innenministerium, einen eigenen Eishockeyclub zu finanzieren und gründete den HK MWD Twer. Aufgrund von Finanzproblemen sah sich der THK in der Saison 2004/05 gezwungen, ein Farmclub des HK MWD zu werden, wobei die Junioren und die zweite Mannschaft weiter unter dem Namen THK Twer spielte. Die ehemals zweite Mannschaft spielte zwischen 2006 und 2009 in der dritten Spielklasse, der Perwaja Liga. 2007 zog der KHK MWD nach Balaschicha.

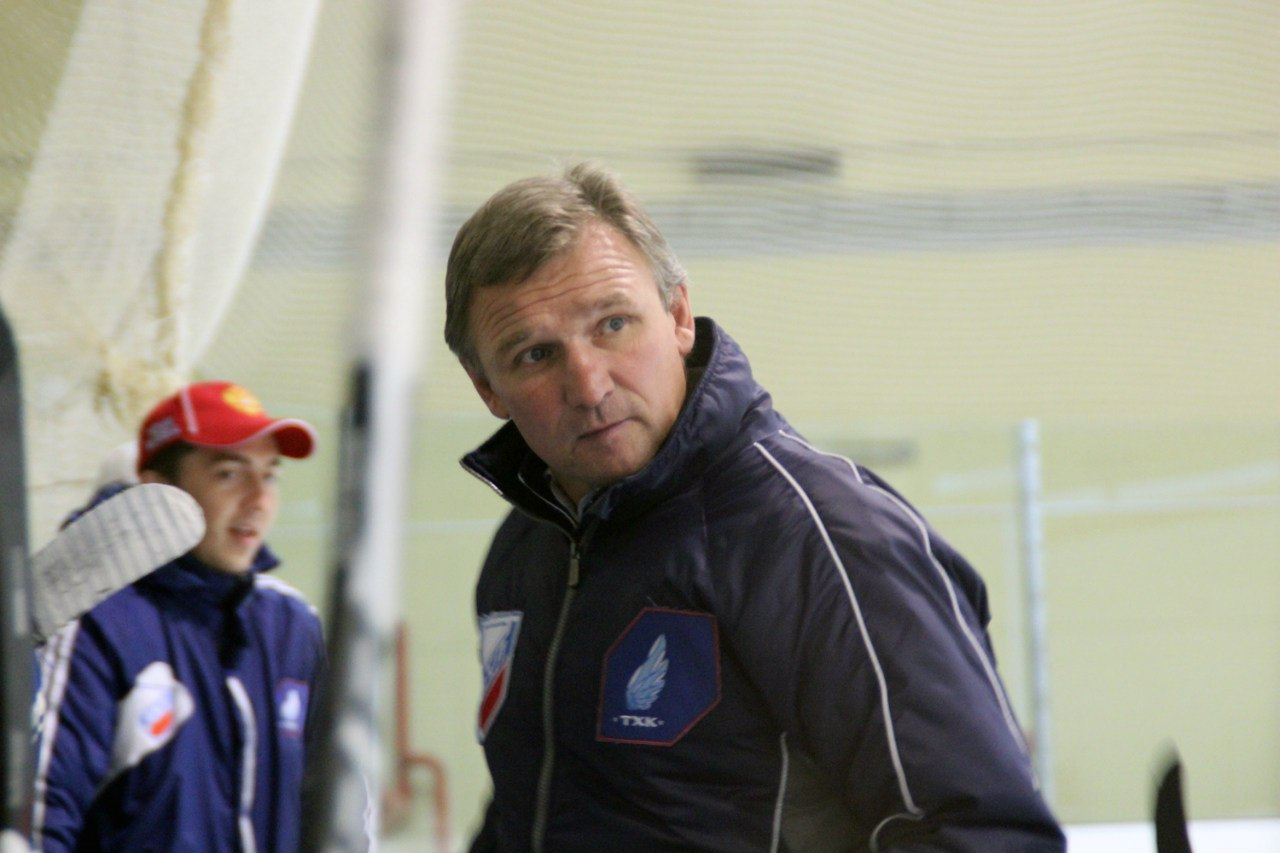
Alexei Schdachin, Cheftrainer zwischen 2013 und 2016

Am Ende der Saison 2008/09 gelang der Aufstieg in die Wysschaja Liga. Bis 2010 spielte der THK Twer in der zweiten Spielklasse, der Wysschaja Liga, bevor er im Zuge der Gründung der Wysschaja Hockey-Liga in die dritte Spielklasse, die Perwaja Liga, abstieg. 2012 wurde er jedoch wieder in die Wysschaja Hockey-Liga aufgenommen.
THK Twer fungierte als Farmteam des KHL-Teilnehmers HK Witjas.
Während der Saison 2016/17 begannen finanzielle Schwierigkeiten, die zu Beginn des Winters ihren Höhepunkt erreichten. Die finanzielle Unterstützung aus dem regionalen Haushalt hatte sich deutlich verringert und der Verein hatte Probleme, neue Sponsoren zu finden. Die Profimannschaft erreichte trotzdem die Play-offs, scheiterte jedoch im Achtelfinale. Nach Saisonende ging der Verein in Insolvenz, unter anderem aufgrund von enormen Rückständen bei der Lohnzahlung.